# Memorandum Frisch-Peierls
Il Memorandum Frisch–Peierls fu scritto da Otto Frisch e Rudolf Peierls mentre entrambi lavoravano all'università di Birmingham. Il memorandum conteneva nuove informazioni sulla massa critica necessaria per una bomba atomica, e aiutò ad accelerare lo sviluppo di armi nucleari a favore degli Stati Uniti e del Regno Unito durante la seconda guerra mondiale.
Il documento venne poi affidato a Marcus Oliphant, il quale lo fece arrivare a Henry Tizard, presidente del Committee on the Scientific Survey of Air Defence che, di conseguenza, richiese l'istituzione di ciò che sarebbe poi diventato il segreto MAUD Committee. Il memorandum (una copia di quello conservato al Public Record Office di Kew) è datato 1940.
I due uomini furono i primi a calcolare che per una bomba atomica sarebbe stata necessaria circa una libbra di isotopo di uranio-235. Prima di allora si credeva che un ordigno avrebbe necessitato molte più libbre di uranio, rendendo la bomba atomica teoricamente possibile, ma difficilmente realizzabile.
Il memorandum fu scritto in due parti. La seconda parte era una spiegazione scientifica a supporto delle loro conclusioni. La prima era un profilo delle implicazioni dei loro calcoli. Nel memorandum è anche possibile leggere che la migliore difesa verso armi nucleari sarebbe stata quella di costruirne prima della Germania. 